# Michel Weidekamp
Michel Weidekamp (* 23. Dezember 1997 in Hagen) ist ein deutscher Eishockeytorwart, der seit Mai 2020 beim VER Selb aus der drittklassigen Oberliga unter Vertrag steht.

## Karriere
Michel Weidekamp spielte für alle Nachwuchsteams des Iserlohner EC. Ab der Saison 2015/16 gehörte er als dritter Torwart auch dem Profiteam der Iserlohn Roosters aus der Deutsche Eishockey Liga an. Als Backup saß er bei fünf Partien auf der Ersatzbank, kam aber nie zum Einsatz. Spielpraxis sammelte er per Förderlizenz beim Herner EV in der Oberliga, die ihn schließlich auch fest verpflichteten. In der Saison 2017/18 kam er bei Hernes DEL-Kooperationspartner, den Krefeld Pinguinen, zu einem Kurzeinsatz in der höchsten deutschen Spielklasse. Der Torhüter konnte sich von Jahr zu Jahr steigern und startete daher als Nummer 1 in die Saison 2018/19. Wegen schwacher Leistungen verpflichtete der Verein mit Björn Linda einen Goalie nach, der Weidekamp auf die Bank verdrängte. Nach fünf Jahren in Herne wechselte der Iserlohner zur Saison 2019/20 innerhalb der Oberliga zu den Saale Bulls Halle. Nach guten Leistungen in der Anfangsphase der Spielzeit entwickelte er sich zunächst zum Stammtorhüter. Er konnte das Niveau allerdings nicht über die gesamte Spielzeit halten, sodass er nach der Saison kein neues Vertragsangebot erhielt.
Zur Saison 2020/21 unterschrieb er einen Vertrag beim VER Selb, bei dem er seine Einsatzzeiten wieder steigern konnte. In den Playoffs stand er in allen 17 Partien zwischen den Pfosten und konnte am Ende mit seinem Team die Oberliga-Meisterschaft und den Aufstieg in die DEL2 feiern. Er verlängerte seinen Vertrag in Selb und kam auch in der höheren Liga in den nächsten Jahren regelmäßig zum Einsatz. Nach der Verletzung seines Torhüterkollegen Michael Bitzer stand er im Januar 2023 zwölfmal in Folge zwischen den Pfosten und verzeichnete dabei eine Fangquote von über 94 Prozent. In einem Voting des Fachmagazins Eishockey News wurde er daraufhin zum Spieler des Monats in der DEL2 gewählt. In der Spielzeit 2023/24 fiel er wegen einer Herzmuskelentzündung für mehrere Monate aus. Am Ende der Saison 2024/25 stieg Weidekamp mit den Wölfen in die Oberliga ab.

### Inline-Skaterhockey
Parallel zum Eishockey spielt Michel Weidekamp seit seiner Kindheit Inline-Skaterhockey bei den Samurai Iserlohn. Dort ist er als Feldspieler aktiv und gab im Jahr 2014 sein Debüt in der Bundesliga der Inline-Skaterhockey Deutschland (ISHD).

## Erfolge und Auszeichnungen
- 2021 Oberliga-Meister und Aufstieg in die DEL2 mit dem VER Selb

## Karrierestatistik
Stand: Ende der Saison 2024/25
(Legende zur Torhüterstatistik: GP oder Sp = Spiele insgesamt; W oder S = Siege; L oder N = Niederlagen; T oder U oder OT = Unentschieden oder Overtime- bzw. Shootout-Niederlage; Min. = Minuten; SOG oder SaT = Schüsse aufs Tor; GA oder GT = Gegentore; SO = Shutouts; GAA oder GTS = Gegentorschnitt; Sv% oder SVS% = Fangquote; EN = Empty Net Goal; 1 Play-downs/Relegation; Kursiv: Statistik nicht vollständig)